# Ammoniumhydroxid
Ammoniumhydroxid är ett namn som ibland ges ammoniak löst i vatten. I vatten protolyseras ammoniak till jonerna ammonium (NH4+) och hydroxid (OH–). Ammoniumhydroxid kan endast existera i lösning.
{\displaystyle {\rm {NH_{3}+H_{2}O\rightleftharpoons NH_{4}^{+}+OH^{-}}}}
Lösningen är basisk: en 1-molarig ammoniaklösning (motsvarar 0,42 %) har ett pH-värde på 11,63. Lösningar starkare än 10 % är frätande.

## Densitet vid olika halter
Följande tabell baseras på Per Teodor Cleve: Kemiskt Hand-Lexikon, Hugo Gebers förlag, Stockholm 1890, sida 16 och gäller vid temperatur 14 °C. Temperaturvalet kan idag synas märkligt, men ansågs på Cleves tid vara ett lämpligt värde för en referenstemperatur i ett laboratorium.
| Ammoniakhalt (%) | Densitet (g/cm3) |  |  | Ammoniakhalt (%) | Densitet (g/cm3) |
|                  |                  |  |  |                  |                  |
| 1                | 0,9959           |  |  | 13               | 0,9484           |
| 2                | 0,9915           |  |  | 14               | 0,9052           |
| 3                | 0,9873           |  |  | 15               | 0,9026           |
| 4                | 0,9831           |  |  | 16               | 0,9001           |
| 5                | 0,9790           |  |  | 17               | 0,8976           |
| 6                | 0,9749           |  |  | 18               | 0,8964           |
| 7                | 0,9709           |  |  | 19               | 0,8929           |
| 8                | 0,9670           |  |  | 20               | 0,8907           |
| 9                | 0,9631           |  |  | 21               | 0,8885           |
| 10               | 0,9162           |  |  | 22               | 0,8864           |
| 11               | 0,9555           |  |  | 23               | 0,8744           |
| 12               | 0,9520           |  |  |                  |                  |

## Användning
Ammoniak för allmän konsumtion är oftast utspädd ammoniumhydroxid och det ingår ofta i diverse rengöringsmedel.
2 % lösning används för att rengöra galvaniserade och varmförzinkade ytor från zinkoxid, zinkkarbonat och andra föroreningar innan de målas.
Ammoniumhydroxid har E-nummer 527.